# Castro Vicente
Castro Vicente is een plaats (freguesia) in de Portugese gemeente Mogadouro en telt 420 inwoners (2001).